# Strychnos usambarensis
Strychnos usambarensis är en tvåhjärtbladig växtart som beskrevs av Ernest Friedrich Gilg och Adolf Engler. Strychnos usambarensis ingår i släktet Strychnos och familjen Loganiaceae. Inga underarter finns listade i Catalogue of Life.